# Beautiful Mistake
Beautiful Mistake (rovněž uváděno pod velšským názvem Camgymeriad Gwych) je velšský hudební film, jehož režisérem byl Marc Evans. Film se soustředí kolem hudebníka Johna Calea, který s různými mladšími velšskými hudebníky interpretuje své, ale i jejich písně. Doprovází například členové skupin Super Furry Animals, Gorky's Zygotic Mynci, Tystion či Catatonia. Několik účinkujících přispělo novými, dříve nevydanými písněmi. Vedle hudebních částí snímek obsahuje také krátké mluvené vstupy, které ve velšském jazyce namluvil sám Cale. Natáčení filmu probíhalo v lednu 2000. Premiéru měl na mezinárodním filmovém festivalu v Cardiffu. Rovněž byl představen snímek The Making of Camgymeriad Gwych, ve kterém jsou zachyceny přípravy a natáčení filmu Beautiful Mistake. Přestože bylo plánováno vydání písní, které ve filmu zazněly, na albu, nikdy k tomu nedošlo.